# Alban Sulejmani
Alban Sulejmani (Kumanovo, Macedonia del Norte, 14 de abril de 1998) es un futbolista macedonio que juega de centrocampista en el FK Pelister de la Segunda Liga de Macedonia del Norte.

## Carrera
Alban Sulejmani comenzó a jugar en el FK Makedonija Ǵorče Petrov de Skopie, capital de Macedonia del Norte. Posteriormente, el 1 de julio de 2015, se hizo oficial su compra por el FK Renova Džepčište, recién ascendido de la Segunda Liga de Macedonia del Norte. Tras un año en el club macedonio, Sulejmani decidió marchar a Polonia tras firmar con el Legia de Varsovia de la Ekstraklasa en un contrato de tres años y medio. En verano de 2017 es traspasado al Partizán de Tirana de la Superliga de Albania. Tras regresar al Renova y al Makedonija, en 2020 fichó por el FC Struga, registrando únicamente cuatro partidos con el club de la Primera División de Macedonia del Norte, para posteriormente ser traspasado al FK Pelister de la segunda división en 2021.